# Camí de Casa Girvàs

El Camí de Casa Girvàs, respecte del terme d'Abella de la Conca

El Camí de Casa Girvàs és un camí del terme d'Abella de la Conca, a la comarca del Pallars Jussà. Discorre pel territori del poble de Bóixols i de l'antic veïnat de la Torre d'Eroles.
Arrenca de Cal Moià, masia de l'entorn del poble de Bóixols. Sense variar gaire d'alçada, s'adreça cap a ponent, resseguint les carenes i els barrancs que va trobant. Passa el Coll de Guinera, supera el Clot del Rei, discorre per sota de Matacoix, i passa ran de les ruïnes de Casa Coix. Té el final del seu recorregut a Casa Girvàs, al capdamunt de la vall de l'antic poble de la Torre d'Eroles.
Arriba a la partida de Girvàs després de deixar enrere al nord la partida de Matacoix i al sud la del Camí de Jomella.

## Etimologia
Es tracta d'un topònim romànic modern, de caràcter descriptiu: pren el nom de Casa Girvàs, que és on mena.